# گروخوو (شهرستان سوکوووف)
گروخوو (به لهستانی:  Grochów) یک روستا در لهستان است که در گمینا سوکوووف پودلاسکی واقع شده‌است. گروخوو  ۳۶۰ نفر جمعیت دارد.